# Starksia lepicoelia
Starksia lepicoelia е вид бодлоперка от семейство Labrisomidae. Видът не е застрашен от изчезване.

## Разпространение и местообитание
Разпространен е в Бахамски острови и Търкс и Кайкос.
Обитава океани, морета и рифове. Среща се на дълбочина от 1 до 20 m, при температура на водата от 26,7 до 27,9 °C и соленост 34,9 – 36,6 ‰.

## Описание
На дължина достигат до 3,4 cm.